# Cúp quốc gia Scotland 1976–77
 Cúp quốc gia Scotland 1976–77 là mùa giải thứ 92 của giải đấu bóng đá loại trực tiếp uy tín nhất Scotland. Chức vô địch thuộc về Celtic khi đánh bại Rangers trong trận Chung kết.

## Vòng Một
| Đội nhà               | Tỉ số | Đội khách         |
| --------------------- | ----- | ----------------- |
| Elgin City            | 4 – 0 | Vale of Leithen   |
| Inverness Caledonian  | 3 – 2 | Stenhousemuir     |
| Cowdenbeath           | 3 – 4 | Clydebank         |
| Clachnacuddin         | 1 – 2 | Inverness Thistle |
| St Cuthbert Wanderers | 0 – 1 | Brechin City      |
| Stranraer             | 1 – 0 | Berwick Rangers   |

## Vòng Hai
| Đội nhà              | Tỉ số | Đội khách          |
| -------------------- | ----- | ------------------ |
| Albion Rovers        | 2 – 1 | Raith Rovers       |
| Brechin City         | 0 – 0 | Inverness Thistle  |
| Clydebank            | 2 – 0 | Selkirk            |
| Forfar Athletic      | 0 – 2 | Elgin City         |
| Girvan Amateurs      | 0 – 3 | Queen’s Park       |
| Inverness Caledonian | 1 – 1 | Alloa Athletic     |
| Meadowbank Thistle   | 1 – 2 | East Stirlingshire |
| Stranraer            | 0 – 0 | Stirling Albion    |

### Đấu lại
| Đội nhà           | Tỉ số | Đội khách            |
| ----------------- | ----- | -------------------- |
| Stirling Albion   | 2 – 1 | Stranraer            |
| Alloa Athletic    | 3 – 1 | Inverness Caledonian |
| Inverness Thistle | 1 – 3 | Brechin City         |

## Vòng Ba
| Đội nhà              | Tỉ số | Đội khách       |
| -------------------- | ----- | --------------- |
| St Johnstone         | 1 – 1 | Dundee          |
| Hibernian            | 3 – 0 | Partick Thistle |
| Hamilton Academical  | 0 – 0 | Clydebank       |
| Airdrieonians        | 1 – 1 | Celtic          |
| Arbroath             | 1 – 0 | Brechin City    |
| Dunfermline Athletic | 0 – 1 | Aberdeen        |
| East Fife            | 2 – 1 | Clyde           |
| East Stirlingshire   | 0 – 3 | Albion Rovers   |
| Hearts               | 1 – 1 | Dumbarton       |
| Greenock Morton      | 0 – 1 | Ayr United      |
| Motherwell           | 3 – 0 | Kilmarnock      |
| Queen of the South   | 3 – 2 | Montrose        |
| Queen’s Park         | 0 – 0 | Alloa Athletic  |
| Rangers              | 3 – 1 | Falkirk         |
| St Mirren            | 4 – 1 | Dundee United   |
| Stirling Albion      | 1 – 1 | Elgin City      |

### Đấu lại
| Đội nhà        | Tỉ số | Đội khách           |
| -------------- | ----- | ------------------- |
| Dundee         | 4 – 2 | St Johnstone        |
| Clydebank      | 3 – 0 | Hamilton Academical |
| Alloa Athletic | 1 – 0 | Queen’s Park        |
| Celtic         | 5 – 0 | Airdrieonians       |
| Dumbarton      | 0 – 1 | Hearts              |
| Elgin City     | 3 – 2 | Stirling Albion     |

## Vòng Bốn
| Đội nhà            | Tỉ số | Đội khách      |
| ------------------ | ----- | -------------- |
| Celtic             | 1 – 1 | Ayr United     |
| Arbroath           | 1 – 1 | Hibernian      |
| Dundee             | 0 – 0 | Aberdeen       |
| East Fife          | 2 – 1 | Albion Rovers  |
| Hearts             | 1 – 0 | Clydebank      |
| Motherwell         | 2 – 1 | St Mirren      |
| Queen of the South | 2 – 1 | Alloa Athletic |
| Rangers            | 3 – 0 | Elgin City     |

### Đấu lại
| Đội nhà    | Tỉ số | Đội khách |
| ---------- | ----- | --------- |
| Aberdeen   | 1 – 2 | Dundee    |
| Ayr United | 1 – 3 | Celtic    |
| Hibernian  | 1 – 2 | Arbroath  |

## Tứ kết
| Đội nhà  | Tỉ số | Đội khách          |
| -------- | ----- | ------------------ |
| Arbroath | 1 – 3 | Dundee             |
| Celtic   | 5 – 1 | Queen of the South |
| Hearts   | 0 – 0 | East Fife          |
| Rangers  | 2 – 0 | Motherwell         |

### Đấu lại
| Đội nhà   | Tỉ số | Đội khách |
| --------- | ----- | --------- |
| East Fife | 2 – 3 | Hearts    |

## Bán kết
| Rangers | 2 – 0 | Hearts |
| ------- | ----- | ------ |
|         |       |        |

| Celtic | 2 – 0 | Dundee |
| ------ | ----- | ------ |
|        |       |        |

## Chung kết
| Celtic             | 1 – 0 | Rangers |
| ------------------ | ----- | ------- |
| Andy Lynch (ph.đ.) |       |         |

### Đội bóng
| CELTIC:                |  |                     |
|                        |  |                     |
| GK                     |  | Peter Latchford     |
| DF                     |  | Danny McGrain       |
| DF                     |  | Pat Stanton         |
| DF                     |  | Roddie MacDonald    |
| DF                     |  | Andy Lynch          |
| MF                     |  | Alfie Conn          |
| MF                     |  | Roy Aitken          |
| MF                     |  | Jóhannes Eðvaldsson |
| MF                     |  | Paul Wilson         |
| FW                     |  | Kenny Dalglish      |
| FW                     |  | Joe Craig           |
| ’‘‘Thay người:’’’      |  |                     |
| MF                     |  | Tommy Burns         |
| MF                     |  | Johnny Doyle        |
| ’‘‘Huấn luyện viên:’’’ |  |                     |
| Jock Stein             |  |                     |

| RANGERS:               |  |                 |  |    |
|                        |  |                 |  |    |
| GK                     |  | Stewart Kennedy |  |    |
| DF                     |  | Sandy Jardine   |  |    |
| DF                     |  | Colin Jackson   |  |    |
| DF                     |  | John Greig      |  |    |
| DF                     |  | Tom Forsyth     |  |    |
| MF                     |  | Tommy McLean    |  |    |
| MF                     |  | Kenny Watson    |  | ?' |
| MF                     |  | Johnny Hamilton |  |    |
| MF                     |  | Alex MacDonald  |  |    |
| FW                     |  | Derek Johnstone |  |    |
| FW                     |  | Derek Parlane   |  |    |
| ’‘‘Thay người:’’’      |  |                 |  |    |
| FW                     |  | Chris Robertson |  | ?' |
| ’‘‘Huấn luyện viên:’’’ |  |                 |  |    |
| Jock Wallace           |  |                 |  |    |